# Indische Cricket-Nationalmannschaft in Simbabwe in der Saison 1998/99
Die Tour der indischen Cricket-Nationalmannschaft nach Simbabwe in der Saison 1998/99 fand vom 1. bis zum 10. Oktober 1998 statt. Die internationale Cricket-Tour war Bestandteil der Internationalen Cricket-Saison 1998/99 und umfasste einen Test und drei ODIs. Simbabwe gewann die Test-Serie 1–0, Indien die ODI-Serie 1–2.

## Vorgeschichte
Für beide Mannschaften war es die erste Tour der Saison.
Das letzte Aufeinandertreffen der beiden Mannschaften fand in der Saison 1996/97 in Simbabwe statt.

## Stadien
Die folgenden Stadien wurden für die Tour als Austragungsort vorgesehen.
| Stadion            | Stadt    | Kapazität | Spiele          |
| ------------------ | -------- | --------- | --------------- |
| Queens Sports Club | Bulawayo | 9.000     | 1. & 2. ODI     |
| Harare Sports Club | Harare   | 10.000    | 1. Test; 3. ODI |

## Kaderlisten
Die folgenden Kader wurden von den Mannschaften benannt.
| Test | Test | ODI | ODI |
| Simbabwe | Indien | Simbabwe | Indien |
| --- | --- | --- | --- |
| - Alistair Campbell (K) - Craig Evans - Andy Flower (wk) - Murray Goodwin - Adam Huckle - Neil Johnson - Pommie Mbangwa - Henry Olonga - Gavin Rennie - Heath Streak - Craig Wishart | - Mohammad Azharuddin (K) - Ajit Agarkar - Rahul Dravid - Sourav Ganguly - Anil Kumble - Nayan Mongia (wk) - Navjot Sidhu - Harbhajan Singh - Robin Singh - Javagal Srinath - Sachin Tendulkar | - Alistair Campbell (K) - Eddo Brandes - Gary Brent - Craig Evans - Andy Flower (wk) - Murray Goodwin - Adam Huckle - Trevor Madondo - Pommie Mbangwa - Mluleki Nkala - Gavin Rennie - John Rennie - Paul Strang - Heath Streak - Andy Whittall - Craig Wishart | - Mohammad Azharuddin (K) - Ajit Agarkar - Rahul Dravid - Sourav Ganguly - Ajay Jadeja - Anil Kumble - Nayan Mongia (wk) - Debasis Mohanty - Rahul Sanghvi - Harbhajan Singh - Robin Singh - Javagal Srinath - Sachin Tendulkar |

## One-Day Internationals

### Erstes ODI in Bulawayo
| 26. September Scorecard | Bulawayo | Simbabwe 213 (50)            | – | Indien 216-2 (42.2) |
|                         |          | Indien gewinnt mit 8 Wickets |   |                     |

Indien gewann den Münzwurf und entschied sich als Feldmannschaft zu beginnen. Als Spieler des Spiels wurde Sachin Tendulkar ausgezeichnet.

### Zweites ODI in Bulawayo
| 27. September Scorecard | Bulawayo | Simbabwe 235-7 (45/45)       | – | Indien 236-2 (41.5/45) |
|                         |          | Indien gewinnt mit 8 Wickets |   |                        |

Indien gewann den Münzwurf und entschied sich als Feldmannschaft zu beginnen. Als Spieler des Spiels wurde Sourav Ganguly ausgezeichnet.

### Drittes ODI in Harare
| 30. September Scorecard | Harare | Simbabwe 259-5 (50)          | – | Indien 222 (47.2) |
|                         |        | Simbabwe gewinnt mit 37 Runs |   |                   |

Indien gewann den Münzwurf und entschied sich als Feldmannschaft zu beginnen. Als Spieler des Spiels wurde Craig Wishhart ausgezeichnet.

## Tests

### Erster Test in Harare
| 7. – 10. Oktober Scorecard | Harare | Simbabwe 221 (80.4) & 293 (105.3) | – | Indien 280 (107.2) & 173 (56.4) |
|                            |        | Simbabwe gewinnt mit 61 Runs      |   |                                 |

Indien gewann den Münzwurf und entschied sich als Feldmannschaft zu beginnen. Als Spieler des Spiels wurde Henry Olonga ausgezeichnet.